# 無碳複寫紙
無碳複寫紙（Carbonless copy paper）為一文件複製工具，可方便手寫作業複製文件，亦常見於點陣式印表機用紙。由化學家洛爾·史萊克（Lowell Schleicher）和巴瑞·格林（Barry Green）共同發明，因著可生物分解、不污染使用環境等優點，成為碳式複寫紙的替代方案。

## 運作方式
無碳複寫紙的運作方式相當簡單，外觀是兩張（或多張）重疊的紙張，中間相互接觸的兩面，上層紙張接觸面塗有包覆色素的微膠囊，下層則塗有顯色劑。紙張一受力，壓力迫使微膠囊破碎釋出色素，並與另一面的顯色劑產生顯色反應，膠囊細微渺小，複寫效果遂也精確完美。不過無碳複寫紙也有單面同時塗有色素與顯色劑的單張版。